# Tom Hagi
Pour les articles homonymes, voir Hagi et Hagi (homonymie).
Tom Hagi (aussi Hagai), né le 6 octobre 1983 à Mishmarot (Israël), est un acteur israélien.

## Biographie
Tom Hagi naît en  1983 à Mishmarot, un kibboutz dans le district d'Haïfa.
En 2012, Tom Hagi tient le rôle d'Andrea Sarti dans la pièce La Vie de Galilée de Bertolt Brecht au Beersheba Theater (en), dans une mise en scène d'Ido Riklin. Il est nommé pour le prix de l'acteur le plus prometteur aux Israel Theatre Awards en 2012, prix qu'il remporte en 2014 pour son rôle d'Arnold Epstein dans Tirono Blues au Beersheba Theatre.
Les Revenants d'Henrik Ibsen, mis en scène par Ricklin et mettant en vedette Hagi est joué en août 2014, également au Beersheba Theatre. En plus de cette pièce, il a également joué dans Proposition indécente et Roméo et Juliette (dans le rôle de "Mercutio").

## Filmographie partielle

### Au cinéma
- 2012 : Hazara  (court métrage)
- 2012 :  Inside the Swamp : Uri (court métrage)
- 2012 :  Keshet Beanan  (court métrage)
- 2013 :  A Knock on the Door  (court métrage)
- 2014 : Labyrinth : Tomer (court métrage)
- 2014 : Love Letter to Cinema
- 2014 : Yona (he) : Tadeuch (comme Tom Hagai)
- 2016 : Everything Is Broken Up and Dances (he) : Army Officer
- 2017 :  The Transfer : Rami (court métrage)
- 2019 : Don't Look Back  (court métrage)
- 2020 :  No Homo : Matan (court métrage)
- 2021 : New Queer Visions: Parental Guidance : Asaf
- 2022 : June Zero (en)

### À la télévision

#### Séries télévisées
- 2017-2019 : Kvodo : Udi Ben Atar (20 épisodes)
- 2020 :  Charlie Golf One : Yohai (5 épisodes)
- 2020 :  Valley of Tears : Shendori (2 épisodes)
- 2021-2022 : La Belle de Jérusalem : Efraim Siton (16 épisodes)
- 2022 : Infinity : Berger (5 épisodes)

## Récompenses et distinctions
- (en) Tom Hagi: Awards, sur l'Internet Movie Database